# Krefeld-Linn
Krefeld-Linn – przystanek kolejowy w Krefeld, w kraju związkowym Nadrenia Północna-Westfalia, w Niemczech. Znajduje się tu 1 peron.